# 임계속도
임계속도(critical speed)란 물체가 특정 속력에 도달하여 어떤 사건이 벌어질때의 속력이라고 한다.
고체 역학, 회전체 역학 분야에서 임계 속도는 샤프트, 프로펠러, 리드스크류 또는 기어와 같은 회전 물체의 고유 진동수를 자극하는 이론적인 각속도이다. 회전 속도가 물체의 고유 주파수에 가까워지면 물체가 공명하기 시작하여 시스템 진동이 크게 증가한다. 결과 공진은 방향에 관계없이 발생한다. 회전 속도가 자연 진동의 수치와 같을 때 그 속도를 임계 속도라고 한다.

## 같이 보기
- 공명